# Новогригоровка (Первомайский район)
Новогриго́ровка (укр. Новогригорівка) — село в Первомайском районе Николаевской области Украины.
Основано в 1924 году. Население по переписи 2001 года составляло 135 человек. Почтовый индекс — 56316. Телефонный код — 5135. Занимает площадь 0,358 км².

## Местный совет
56316, Николаевская область, Первомайский р-н, с. Адамовка, ул. Центральная, 31